# Mesochorus gemellus
Mesochorus gemellus (лат.) — вид наездников рода Mesochorus из семейства Ichneumonidae (Mesochorinae). Европа: Швеция, Финляндия, Россия (Карелия). Находки из Северной Америки были основаны на неверной синонимизации вида Mesochorus tachypus Holmgren, 1860, сделанной в 1999 году Швенке.

## Описание
Наездники мелких размеров. Длина тела 3,7—6,2 мм. Длина переднего крыла от 3,6 до 5,4 мм. В усиках 27—33 флагелломеров. Торакс самки полностью чёрный, большое треугольное жёлтое пятно латерально на усиковом торилусе, задние голени слегка инфускатные апикально и задние базитарзусы в основном бледные. Передний край мезоплевр отделён от верхнего конца препектального валика расстоянием равным толщине жгутика усика. На щеках есть бороздка между жвалами и глазом. Жвалы с 2 зубцами. Лицо и наличник не разделены бороздкой а слиты в единую поверхность. Зеркальце переднего крыла ромбическое, большое. Лапки с гребенчатыми коготками.
Вид был впервые описан в 1860 году шведским энтомологом А. Хольмгреном (August Emil Holmgren, 1829—1888) по типовому материалу из Швеции. В 1999 году несколько видов были сведены к нему в синонимы. Все эти бывшие синонимы, Mesochorus brevicollis Thomson, 1886, Mesochorus diversicolor Viereck, 1912 и Mesochorus tachypus Holmgren, 1860 (= Mesochorus macrurus Thomson, 1886), — были восстановлены в своём валидном видовом статусе в 2017 году.